# NGC 5871
NGC 5871 est une étoile située dans la constellation de la Vierge. L'astronome allemand Wilhelm Tempel a enregistré la position de cette étoile le 1882.